# الدوري السعودي الممتاز 1993–94
الدوري السعودي الممتاز 1993–1994 هي النسخة الثامنة عشر من الدوري السعودي الممتاز منذ استحداث المسابقة بعام 1976. لعبت المسابقة بنظام المربع الذهبي مع إلغاء مرحلتي الذهاب والإياب في دور نصف النهائي وجعلها من مباراة واحد تلعب على أرض أصحاب المراكز الأول والثاني، وشارك فيها 12 فريق. ظفر النصر بلقب البطولة بعد غياب دام خمسة مواسم بفوزه في المباراة النهائية 1–0 أمام نظيره الرياض، ويعتبر اللقب الخامس بتاريخه. شهد هذا الموسم لأول مرة بتاريخ الدوري يكون الهداف غير سعودي
الأندية التي هبطت إلى الدرجة الأولى هما النهضة، وأحد.

## الملاعب والمواقع
| نادي     | مكان            | الملعب                             |
| -------- | --------------- | ---------------------------------- |
| الأهلي   | جدة             | ملعب الأمير عبد الله الفيصل        |
| الاتفاق  | الدمام          | ملعب الأمير محمد بن فهد            |
| الهلال   | الرياض          | ملعب الملك فهد الدولي              |
| الاتحاد  | جدة             | استاد الأمير عبد الله الفيصل       |
| النصر    | الرياض          | ملعب الملك فهد الدولي              |
| النهضة   | الخبر           | ملعب الأمير سعود بن جلوي           |
| القادسية | الخبر           | ملعب الأمير سعود بن جلوي           |
| الرائد   | بريدة           | ملعب مدينة الملك عبد الله الرياضية |
| الرياض   | الرياض          | ملعب الأمير فيصل بن فهد            |
| الشباب   | الرياض          | ملعب الملك فهد الدولي              |
| أحد      | المدينة المنورة | ملعب الأمير محمد بن عبد العزيز     |
| الوحدة   | مكة             | ملعب الملك عبد العزيز              |

## جدول الدوري
| الترتيب | النادي   | لعب | فاز | تعادل | خسر | له | عليه | فارق الأهداف | النقاط |
| ------- | -------- | --- | --- | ----- | --- | -- | ---- | ------------ | ------ |
| 1       | الهلال   | 22  | 12  | 8     | 2   | 36 | 14   | +12          | 44     |
| 2       | الرياض   | 22  | 11  | 6     | 5   | 29 | 17   | +12          | 39     |
| 3       | النصر    | 22  | 10  | 8     | 4   | 31 | 24   | +7           | 38     |
| 4       | الشباب   | 22  | 10  | 7     | 5   | 27 | 16   | +11          | 37     |
| 5       | القادسية | 22  | 8   | 9     | 5   | 26 | 21   | +5           | 33     |
| 6       | الأهلي   | 22  | 8   | 6     | 8   | 30 | 26   | +4           | 30     |
| 7       | الاتحاد  | 22  | 6   | 11    | 5   | 20 | 18   | +2           | 29     |
| 8       | الوحدة   | 22  | 5   | 11    | 6   | 33 | 34   | -1           | 26     |
| 9       | الاتفاق  | 22  | 6   | 8     | 8   | 21 | 26   | -5           | 26     |
| 10      | الرائد   | 22  | 5   | 7     | 10  | 25 | 43   | -18          | 22     |
| 11      | النهضة   | 22  | 5   | 6     | 11  | 22 | 32   | -10          | 21     |
| 12      | أحد      | 22  | 0   | 5     | 17  | 12 | 41   | -29          | 5      |

## المربع الذهبي (الأدوار النهائية)

### نصف النهائي
| الهلال | 0–1 | النصر           |
| ------ | --- | --------------- |
|        |     | 15' فهد الهريفي |

| الرياض                                        | 3–1 (ب.و.إ.) | الشباب |
| --------------------------------------------- | ------------ | ------ |
| عبدالمحسن العبيد 76'، 120' · محمد القاضي 100' |              | 66'    |

### مباراة تحديد المركز الثالث
| الهلال | 4–1 | الشباب |
| ------ | --- | ------ |
|        |     |        |

### النهائي
| النصر                  | 1–0 | الرياض |
| ---------------------- | --- | ------ |
| وليد الزهير 58' (ه.ذ.) |     |        |

## وصلات خارجية
- الموقع الرسمي لدوري السعودي
- احصائيات الدوري السعودي